# Ksylografia

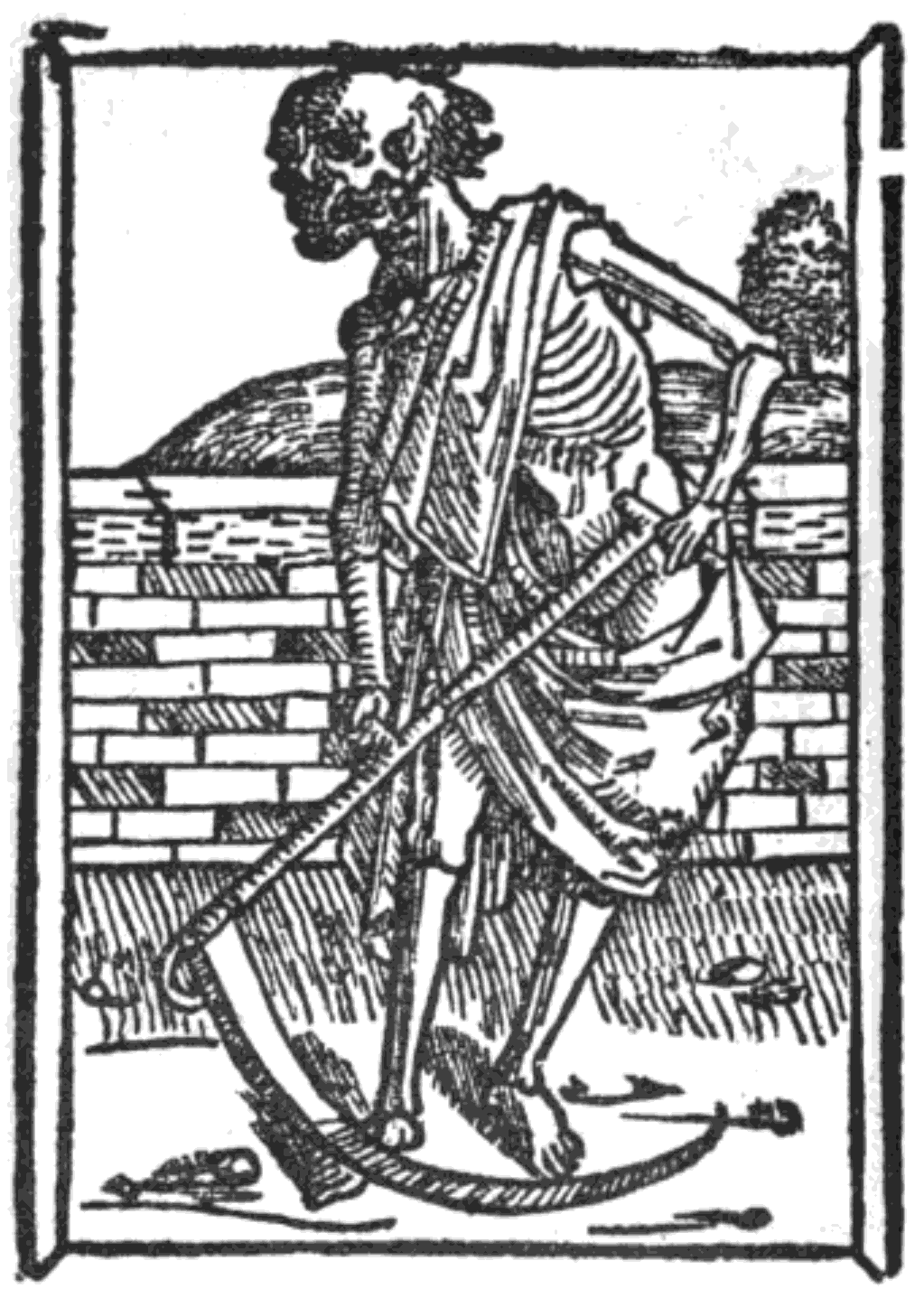
XIX-wieczny druk ksylograficzny

Ksylografia (gr. ksýlon 'drewno' i gráphein 'skrobać; rytować; rysować; pisać') – dawne określenie sztuki drzeworytu. Dotyczy głównie techniki druku książek, gdzie tekst oraz ilustracje zostały wycięte w jednym klocku – matrycy. Druki wykonane tą metodą określane są mianem książki blokowej.